# Irish Film & Television Awards
Irish Film & Television Awards (IFTA) – irlandzka nagroda filmowa i telewizyjna przyznawana od 2003 roku. Nagroda jest przyznawana co roku, dla uhonorowania kreatywności, talentu i osiągnięć irlandzkich twórców oraz zachęcenia do rozwoju wysokich standardów twórczości.
W 2006 roku została utworzona akademia Irish Film and Television Academy, która zrzesza osoby świata filmu i telewizji. Celem akademii jest "stymulacja oryginalności i kreatywności przy produkcji oraz zachęcanie do doskonałości poprzez uznanie, edukację i zarządzanie w filmie i telewizji".
W 2011 roku w siedzibie BAFTA w Londynie utworzono oddział IFTA. Inicjatywa ta ma pozwolić irlandzkim członkom na współpracę z brytyjskimi fachowcami.
Uroczystość wręczania nagród jest transmitowana na kanale RTÉ One stacji Raidió Teilifís Éireann.